# Estructura (lógica)
En álgebra universal y en teoría de modelos, una estructura consiste en una colección de elementos acompañada a su vez por una colección de funciones y relaciones finitas definidas en ella.
El álgebra universal estudia estructuras que generalizan las estructuras algebraicas tales como grupos, anillos, campos, retículos y espacios vectoriales. El término álgebra universal es usado para estructuras sin símbolos de relaciones. 
La teoría de modelos tiene un alcance diferente que abarca teorías más arbitrarias, incluyendo estructuras más fundamentales como modelos de la teoría de conjuntos. Desde el punto de vista modelo-teórico, las estructuras son objetos usados para definir la semántica de  lógicas de primer orden.
- Datos: Q1851710